# Invasion USA
Pour plus de détails, voir Fiche technique et Distribution.
Invasion USA est un film américain réalisé par Joseph Zito, sorti en 1985.

## Synopsis
Une armée de guérilleros extrémistes communistes dirigée par Mikhail Rostov, d’origine soviétique, un vieil ennemi de l'ex agent de la CIA Matt Hunter, débarque en Floride afin de provoquer le chaos aux États-Unis. Le pays est bientôt secoué par une vague de terrorisme. Hunter se voit confier la mission de localiser et d'éliminer Rostov afin de stopper ces attaques.  

## Fiche technique
- Titre : Invasion USA
- Réalisateur : Joseph Zito
- Scénaristes : James Bruner et Chuck Norris
- Musique : Jay Chattaway
- Photographie : João Fernandes
- Montage : Scott Vickrey & Daniel Loewenthal
- Production : Yoram Globus & Menahem Golan
- Société de production et distribution : Cannon Group
- Format : Couleur - Dolby Stéréo - 35 mm - 1.85:1
- Pays :  États-Unis
- Langue : Anglais
- Genre : Action
- Durée : 107 min
- Budget: 12 millions de dollars
- Dates de sortie :
  - États-Unis : 1er septembre 1985
  - France : 8 janvier 1986
- Classification : interdit aux moins de 12 ans

## Distribution
- Chuck Norris (VF : Bernard Tiphaine) : Matt Hunter
- Richard Lynch (VF : Michel Barbey) : Mikhail Rostov
- Melissa Prophet (it) (VF : Béatrice Delfe) : McGuire
- Eddie Jones (VF : Jean Violette) : Cassidy
- Alexander Zale (VF : Mostéfa Stiti) : Nikko
- Jon DeVries : Johnston
- Alex Colon : Tomas
- James O'Sullivan : Harper
- Billy Drago : Mickey
- Dehl Berti (en) (VF : Georges Atlas) : John Eagle

## Répliques célèbres
Bien qu'unanimement regardé comme un considérable navet, le film est resté dans les mémoires des amateurs de « nanars » grâce à une multitude de répliques cultes, rehaussées en version française par le doublage sévèrement « burné » de Bernard Tiphaine. Parmi les plus emblématiques on peut citer :
- « Si tu te pointes encore, tu peux être sûr que tu repars avec la bite dans un tupperware. »
- « Toi, tu commences à me baver sur les rouleaux. »

## Box office
- États-Unis : 17 536 256 $[1].
- France : 625 757 entrées[2]